# Veliki namjesnik Škotske
Veliki ili visoki namjesnik Škotske (eng. High Steward, Great Steward of Scotland), majordom na škotskom kraljevskom dvoru, koji se brinuo za održavanje i funkcioniranje dvora. Škotski kralj David I. (1124. – 1153.) dodijelio je oko 1150. godine normanskom barunu Walteru Fitzalanu († 1177.) naslov velikog namjesnika (stjuard) i otada je on bio nasljedan u toj obitelji. S vremenom su članovi obitelji preuzeli naslov namjesnika, odnosno stjuarda, i pretvorili ga u obiteljsko ime. Tako je 1371. godine nastala kraljevska linija obitelji Stuart.
Po dolasku na škotsko prijestolje, naslov velikog namjesnika prenosio se, uglavnom, na prijestolonasljednika. Gubitkom prijestolja, naslov od detronizirane dinastije Stuarta, prelazi na dinastiju Hannovera, a preko nje i na današnju britansku dinastiju Windsora. Trenutni nositelj naslova velikog namjesnika Škotske je Charles, princ od Walesa.